# Ernesto Guerra da Cal
Ernesto Guerra da Cal, nascido com o nome de Ernesto Román Laureano Pérez Güerra (Ferrol, 19 de Dezembro de 1911 — Lisboa, 28 de Julho de 1994) foi um filólogo e escritor galego.

## Biografia
Nascido em Ferrol, após a temporã morte do seu pai, a sua mãe deslocou-se para Madrid a retomar os seus estudos, ficando ele e seu irmão ao cargo da família em Quiroga, Galiza, vila onde passou a sua infância e com a qual manteria sempre uma funda ligação sentimental.
Tendo ele onze anos, a sua mãe obteve vaga de mestra em Madrid, levando ambos os filhos para Madrid, onde Ernesto iria viver entre os onze e os vinte e cinco anos. Lá cursou o segundo grau e a carreira de Filosofia e Letras, ao mesmo tempo que começou a desenvolver certa consciência política que o levaria a participar dos protestos estudantis contra a ditadura de Primo de Rivera, sendo detido várias vezes. Também entrou na vida intelectual da capital, assistindo às sessões do Ateneu e entrando em contato com algumas figuras destacadas. Em 1931 conheceu Federico García Lorca, pessoa com a qual iria ter uma grande amizade e com a que compartiria a ideologia republicana. Nos primeiros anos da Segunda República Espanhola, ambos acudiriam juntos a diversas tertúlias da capital, tanto as da Casa de las Flores, organizadas por Pablo Neruda, como as do Café Regina, de caráter galeguista. Guerra da Cal assistiu também à fundação de La barraca, o grupo teatral de Lorca, e poria a este em relação a alguns intelectuais galegos, destacadamente com Eduardo Blanco Amor. A relação entre ambos está também no transfundo da composição do seu livro Seis poemas galegos, do qual Guerra da Cal agiria como um dos instigadores e como pontual auxílio lingüístico.
Ao começar a Guerra Civil espanhola, Ernesto  iria combater do lado republicano fazendo parte das Milícias Galegas. Em 1937 apareceu na revista Nova Galiza, o seu poema Mariñeiro fusilado, a sua primeira publicação literária. Em 1939, a derrota republicana surpreendeu-o em Nova Iorque, cumprindo uma missão para o governo da República. Ficaria exilado na cidade norte-americana, onde nos primeiros anos entra em contato novamente com Alfonso Rodríguez Castelao e outros exilados.
Nos Estados Unidos iria desenvolver uma frutífera carreira acadêmica. Primeiro ocupando a cátedra de Línguas e Literaturas Românicas, e depois como diretor do Departamento de espanhol e português do Washington Square College. Nesses anos publica Língua e estilo de Eça de Queirós (1954), um dos estudos mais importantes sobre o autor português sendo um dos autores de referência para os estudos queirosianos. Em 1956 colabora também no Dicionário de Literatura Portuguesa, Brasileira e Galega de Jacinto do Prado Coelho, encarregando-se das entradas referidas à literatura galega. Também nesses anos desenvolve a criação literária, dando ao prelo livros de poemas como Lua de além-mar (1959), Poemas (1961), Rio de sonho e tempo (1962) ou Motivos de eu (1966).
Ao adotar a nacionalidade estadunidense, em 1954 adotou já legalmente o nome de Ernesto Guerra da Cal, com o sobrenome da mãe em primeiro lugar.
Em 1977, já reformado, passaria a viver em Estoril, Portugal. Nesses anos publicou, entre outros livros, os poemários Futuro imemorial (1985), Deus, tempo, morte, amor e outras bagatelas (1987) e Espelho cego (1990).
Tanto na sua trajetória acadêmica como literária defendeu o reintegracionismo sendo considerado por alguns autores como o primeiro escritor galego moderno a utilizar diretamente a ortografia padrão do português na sua criação literária.
Personagem representativa da Galiza na lusofonia, foi escolhido Presidente de uma Comissão Galega do Acordo Ortográfico que oficialmente participou nos acordos de Rio de Janeiro (1986) e Lisboa (1990) donde surgiu a atual ortografia comum.
Em 1983 renúncia à nacionalidade espanhola.
Faleceu em Julho de 1994, em Lisboa, cidade na qual está enterrado.

## Obras
- Lengua y Estilo de Eça de Queiroz - I - Elementos Básicos, 1954
- Lua de Além-Mar, 1959
- Rio de Sonho e Tempo, 1963
- Deus Tempo Morte Amor e outras bagatelas, 1987